# Frances Pleasonton
Pour les articles homonymes, voir Pleasonton.
Frances Pleasonton (1912-1990) est une chercheuse américaine en physique des particules au laboratoire national d'Oak Ridge. Elle est enseignante et chercheuse, et membre de l’équipe qui a démontré pour la première fois la désintégration des neutrons en 1951.

## Jeunesse et éducation
Pleasonton obtient son baccalauréat au Bryn Mawr College et est la rédactrice en chef du Yearbook . Elle enseigne ensuite à la Winsor School, à la Girls Latin School de Chicago et à la Brearley School. Elle retourne au Bryn Mawr College pour obtenir sa maîtrise, travaillant comme directrice à Pembroke East et obtient son diplôme en 1943,. Elle est élue démonstratrice en physique et prend un congé pour le service gouvernemental en 1942. Au cours de sa maîtrise, elle identifie la structure cristalline du sel de Rochelle.

## Recherche
Pleasonton est une chercheuse active dans la désintégration des neutrons. Plusieurs tentatives visant à mesurer la demi-vie des neutrons avant la Seconde Guerre mondiale échouent en raison du manque de disponibilité de sources de neutrons intenses. Arthur Snell et Leonard Miller construisent le réacteur graphite X-10 au Laboratoire national d'Oak Ridge qui peut focaliser des faisceaux de neutrons et permettre aux scientifiques d’observer leur désintégration. Ils mesurent la demi-vie d'un neutron en 1951. Pleasonton reçoit le soutien de la Commission américaine de l'énergie atomique et publie beaucoup,. En 1958, ils examinent la désintégration de l'hélium-6, avec Pleasonton et Snell surveillant les directions des neutrinos et des électrons  Ce résultat confirme la théorie électron-neutrino de la désintégration bêta. En 1973, elle est l'auteur de plusieurs parties du rapport pour la Commission de réglementation nucléaire des États-Unis. Au laboratoire national d'Oak Ridge, la reine de Grèce et le roi de Jordanie se sont rendus au laboratoire de Pleasonton. Pleasonton étudie ensuite l'ionisation des rayons X du xénon. 
Pleasonton reste au Tennessee après avoir pris sa retraite du Laboratoire national d'Oak Ridge et participe à des associations citoyennes pour la protection de l'environnement.